# Kostel Povýšení svatého Kříže (Benešov)
Kostel Povýšení svatého Kříže je římskokatolický chrám v obci Benešov v okrese Blansko. Je chráněn jako kulturní památka České republiky. Je farním kostelem benešovské farnosti.

## Historie
Kostel byl postaven v letech 1786-7. Tři roky poté se původní rovný strop zřítil a byl nahrazen klenbou. Jelikož by původní slabé zdi těžké klenutí neunesly, bylo třeba postavit podpůrné pilíře a zdi uvnitř kostela. Apsida presbytáře byla uvnitř kostela vyzděna do oblouku, presbytář se zúžil a pouze vrchol klenutí sahá do původní výše stropu. V roce 1871 těžké klenutí a kamenná krytina na střeše způsobily, že zdi se začaly rozestupovat a hrozilo, že klenutí spadne. Proto byly zdi staženy železnými tyčemi.

## Popis
Jde o podélnou jednolodní stavbu s odsazeným kněžištěm, k jehož jihozápadní zdi přiléhá čtyřboká sakristie. V hladkých fasádách jsou prolomena okna s půlkruhovým záklenkem. V severovýchodní části lodi je hudební kruchta, její parapet spočívá na obloucích nesených hranolovými pilíři.